# Jerzy Jaros
Jerzy Jaros (ur. 13 października 1925 w Warszawie, zm. 23 czerwca 1992 w Sosnowcu) – polski historyk, profesor Instytutu Historii Uniwersytetu Śląskiego w Katowicach, badacz historii przemysłu, w tym górnictwa.

## Życiorys
Uzyskał stopień naukowy doktora, stopień naukowy doktora habilitowanego oraz nadano naukowcowi tytuł naukowy profesora.
Był pracownikiem Archiwum Państwowego w Katowicach. W 1972 został pracownikiem naukowym Instytutu Historii Wydziału Nauk Społecznych Uniwersytetu Śląskiego w Katowicach, gdzie był zastępcą dyrektora oraz kierownika Zakładu Badań Historycznych i Nauk Pomocniczych Historii, później Zakładu Archiwistyki i Nauk Pomocniczych Historii.
Specjalizował się w historii przemysłu, szczególnie górnictwa w XIX i XX wieku. Był autorem haseł w Polskim Słowniku Biograficznym i Słowniku biograficznym działaczy polskiego ruchu robotniczego.

## Wybrane publikacje naukowe
- Historia górnictwa węglowego w Zagłębiu Górnośląskim w latach 1914–1945 (1969)
- Historia górnictwa węglowego w Polsce Ludowej (1945–1970) (1973)
- Dzieje górnictwa węglowego w Zagłębiu Górnośląskim (1986)[1]